# Frederick Banting
Pour les articles homonymes, voir Banting.
Frederick Grant Banting (14 novembre 1891 – 21 février 1941) est un médecin et scientifique canadien récompensé par le prix Nobel de physiologie ou médecine de 1923,, pour avoir découvert l'insuline.

## Biographie

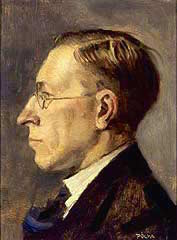
Portrait de Frederick Banting par Tibor Polya

Frederick Grant Banting nait le 14 novembre 1891, à Alliston, Ontario, Canada. Il est le plus jeune des cinq enfants de William Thompson Banting et de Margaret Grant. Il fait sa scolarité à l'école publique d'Alliston. Il poursuit ses études à Toronto, d'abord en théologie puis en médecine. En 1916, il obtient son diplôme et rejoint alors le Corps médical de l'armée canadienne où il sert durant la Première Guerre mondiale. Il est blessé en 1918 durant la bataille de Cambrai.
De retour au Canada après la fin de la guerre, il étudie la médecine orthopédique et finit par s'installer comme médecin libéral dans la petite ville universitaire de London, dans la province de l'Ontario.
De 1920 à 1921, il assure, à côté de son activité de chirurgien, un enseignement en orthopédie à l'Université de Western Ontario. De 1921 à 1922, il est chargé de cours en pharmacologie. Il reçoit son diplôme Master Degree avec une médaille d'or en 1922.
Banting s'est intéressé de très près au diabète un peu plus tôt. Les travaux de Naunyn, Minkowski, Opie, Schafer, lui ont ouvert la voie. Ils indiquaient que le diabète est causé par un déficit d'une hormone sécrétée par les îlots de Langerhans. Le nom de cette hormone est due à Schafer : l'insuline.
Frederick Banting est pourtant considéré comme le découvreur de l'insuline, conjointement avec l'étudiant Charles Herbert Best. Leurs travaux durant l'été 1921 ont permis la préparation rapide d'insulines purifiées utilisables dans le traitement du diabète, grâce au travail du chimiste James Collip, sous la direction de John James Richard Macleod, tous alors à l'Université de Toronto. Le premier patient à recevoir de l'insuline fut Leonard Thompson, un jeune garçon âgé de 14 ans, le 11 janvier 1922. Si cette première tentative fut principalement un échec, le travail ultra-rapide de Collip aboutit en quelques jours à la préparation d'un produit bien plus actif et bien plus pur, qui sauvera la vie de Leonard Thomson.
Au printemps 1922, Banting établit un cabinet médical privé à Toronto et commence à traiter des patients diabétiques. Sa première patiente américaine est Elizabeth Hughes Gossett.
En 1923, il est co-lauréat du prix Nobel de physiologie ou médecine avec John James Richard Macleod « pour la découverte de l'insuline ». Banting partage son argent du prix avec Charles Best, alors que MacLeod a partagé sa part avec le chimiste James Collip.
Il fut ensuite l'auteur de travaux importants dans le domaine de la médecine aéronautique, suggérant en particulier que les malaises des pilotes d'avions lors des manœuvres de redressement sont la conséquence de la redistribution du sang en faveur des jambes, au détriment du cerveau.
Il est décédé en 1941 lorsque son avion, un bombardier Lockheed Hudson, s'est écrasé à Terre-Neuve, en route vers l'Angleterre pendant la Seconde Guerre mondiale.
Il était membre de la Société royale du Canada.

## Distinctions
- Chevalier commandeur de l'Ordre de l'Empire britannique, Royaume-Uni (1934)[2]

## Récompenses et honneurs
- 1923 : Prix Nobel, conjointement avec John MacLeod
- 1994 : Temple de la renommée médicale canadienne

### Lieux nommés en son honneur
- Belœil, Québec : Rue Banting
- Montréal, Québec : Rue Frederick-Banting
- Saint-Bruno-de-Montarville, Québec : Place Banting et Rue Banting
- Le cratère Banting sur la Lune

### Bourse nommée en son honneur
- Bourses postdoctorales Banting[3], programme qui a pour objet d’attirer et de retenir les meilleurs chercheurs postdoctoraux afin de contribuer à l’essor du Canada par une carrière axée sur la recherche.